# Sofía García (futbolista)
Sofía García Gaviria (Medellín, Colombia; 18 de octubre de 2000) es una futbolista colombiana. Juega de defensa y su equipo actual es el Santos Laguna del Primera División Femenil de México. Es internacional absoluta por la selección de Colombia desde 2019.

## Trayectoria
Quintana comenzó su carrera en el Formas Intimas de su país, en enero de 2021 fichó en el Sporting Club Huelva de la Primera División de España.
A medidados de 2022, fichó por el Alianza Lima de Perú, donde disputó la Copa Libertadores y fue parte del plantel que se coronó campeón de la Liga Femenina FPF de ese año, siendo titular en el partido de la final ante Carlos A. Mannucci. 
A inicios de 2023, regresó a su país y se incorporó al Independiente Santa Fe, donde no demoró en ganarse el títularato, terminó siendo campeona de la Liga Femenina Colombiana y considerada figura en la categoría de jugadora del año, por su destacada actuación durante todo el torneo.

## Selección nacional
Fue seleccionada juvenil en el Sudamericano Sub-20 realizado en Argentina que comenzó el año 2020 y terminó en 2021, debido al contexto general suscitado por el avance del Covid. Con la selección de Colombia Mayor disputó 1 encuentro de manera oficial.

## Clubes
| Club                   | País     | Año           |
| ---------------------- | -------- | ------------- |
| CD Formas Intimas      | Colombia | 2018-2020     |
| SC Huelva              | España   | 2020-2021     |
| Independiente Medellín | Colombia | 2021-2022     |
| Alianza Lima           | Perú     | 2022          |
| Independiente Santa Fe | Colombia | 2023          |
| Santos Laguna          | México   | 2024-presente |

## Estadísticas
- Actualizado al 12 de enero de 2024

| Temporada                    | Equipo                       | Campeonato                   | Campeonato | Campeonato | Copas nacionales | Copas nacionales | Copas nacionales | Copas internacionales | Copas internacionales | Copas internacionales | Total    | Total |
| Temporada                    | Equipo                       | Torneo                       | Partidos   | Goles      | Torneo           | Partidos         | Goles            | Torneo                | Partidos              | Goles                 | Partidos | Goles |
| ---------------------------- | ---------------------------- | ---------------------------- | ---------- | ---------- | ---------------- | ---------------- | ---------------- | --------------------- | --------------------- | --------------------- | -------- | ----- |
| 2020-21                      | Sporting Club de Huelva      | PD                           | 7          | 0          | -                | -                | -                | CLC                   | 2                     | 0                     | 9        | 0     |
| Total SC Huelva              | Total SC Huelva              | Total SC Huelva              | 7          | 0          |                  | -                | -                |                       | 2                     | 0                     | 9        | 0     |
| 2021                         | Independiente Medellín       | LPF                          | 10         | 0          | -                | -                | -                | -                     | -                     | -                     | 10       | 0     |
| 2022                         | Independiente Medellín       | LPF                          | 17         | 0          | -                | -                | -                | -                     | -                     | -                     | 17       | 0     |
| Total Independiente Medellín | Total Independiente Medellín | Total Independiente Medellín | 27         | 0          |                  | -                | -                |                       | -                     | -                     | 27       | 0     |
| 2022                         | Alianza Lima                 | LF                           | 8          | 1          | -                | -                | -                | CL                    | 3                     | 0                     | 11       | 1     |
| Total Alianza Lima           | Total Alianza Lima           | Total Alianza Lima           | 8          | 1          |                  | -                | -                |                       | 3                     | 0                     | 11       | 1     |
| 2023                         | Independiente Santa Fe       | LPF                          | 20         | 2          | -                | -                | -                | CL                    | 1                     | 0                     | 21       | 2     |
| Total Independiente Santa Fe | Total Independiente Santa Fe | Total Independiente Santa Fe | 20         | 2          |                  | -                | -                |                       | 1                     | 0                     | 21       | 2     |
| 2024                         | Santos Laguna                | PD                           | 5          | 0          | -                | -                | -                | -                     | -                     | -                     | 5        | 0     |
| Total Santos Laguna          | Total Santos Laguna          | Total Santos Laguna          | 5          | 0          |                  | -                | -                |                       | -                     | -                     | 5        | 0     |
| Total en su carrera          | Total en su carrera          | Total en su carrera          | 67         | 3          |                  | -                | -                |                       | 6                     | 0                     | 73       | 3     |

## Palmarés

### Títulos nacionales
| Título                | Club                   | País     | Año  |
| --------------------- | ---------------------- | -------- | ---- |
| Liga Femenina FPF     | Alianza Lima           | Perú     | 2022 |
| Campeonato Colombiano | Independiente Santa Fe | Colombia | 2023 |